# Siebenbürgische Küche
Die traditionelle Siebenbürgische Küche basiert auf dem im siebenbürgischen Becken und in den Karpaten vorfindlichen und angebauten Nahrungsmitteln. Von den Getreiden sind zu nennen vor allem Roggen, Mais und Weizen, Kartoffeln werden hauptsächlich im Burzenland (Țara Bârsei) angebaut. Gemüseanbau findet sich hauptsächlich in stadtnahen Gemeinden. Obst- und vor allem Weinbau wird im Kokeltal (Podișul Târnavelor) betrieben. Bei der Viehzucht spielen Rinder und Schweine die wichtigste Rolle.

## Einflüsse auf die Siebenbürgische Küche

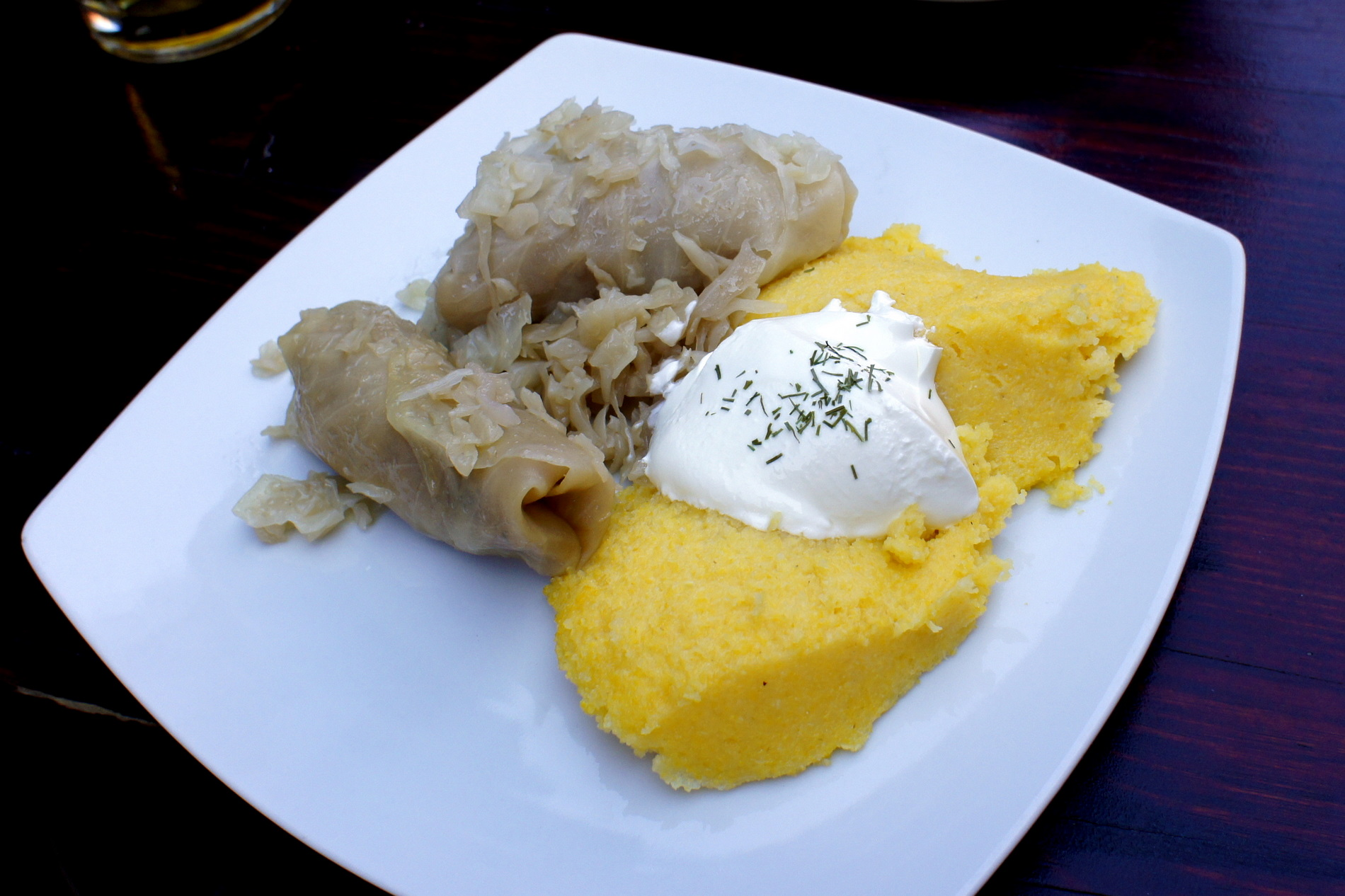
Mămăligă mit Rahm und Krautwickel

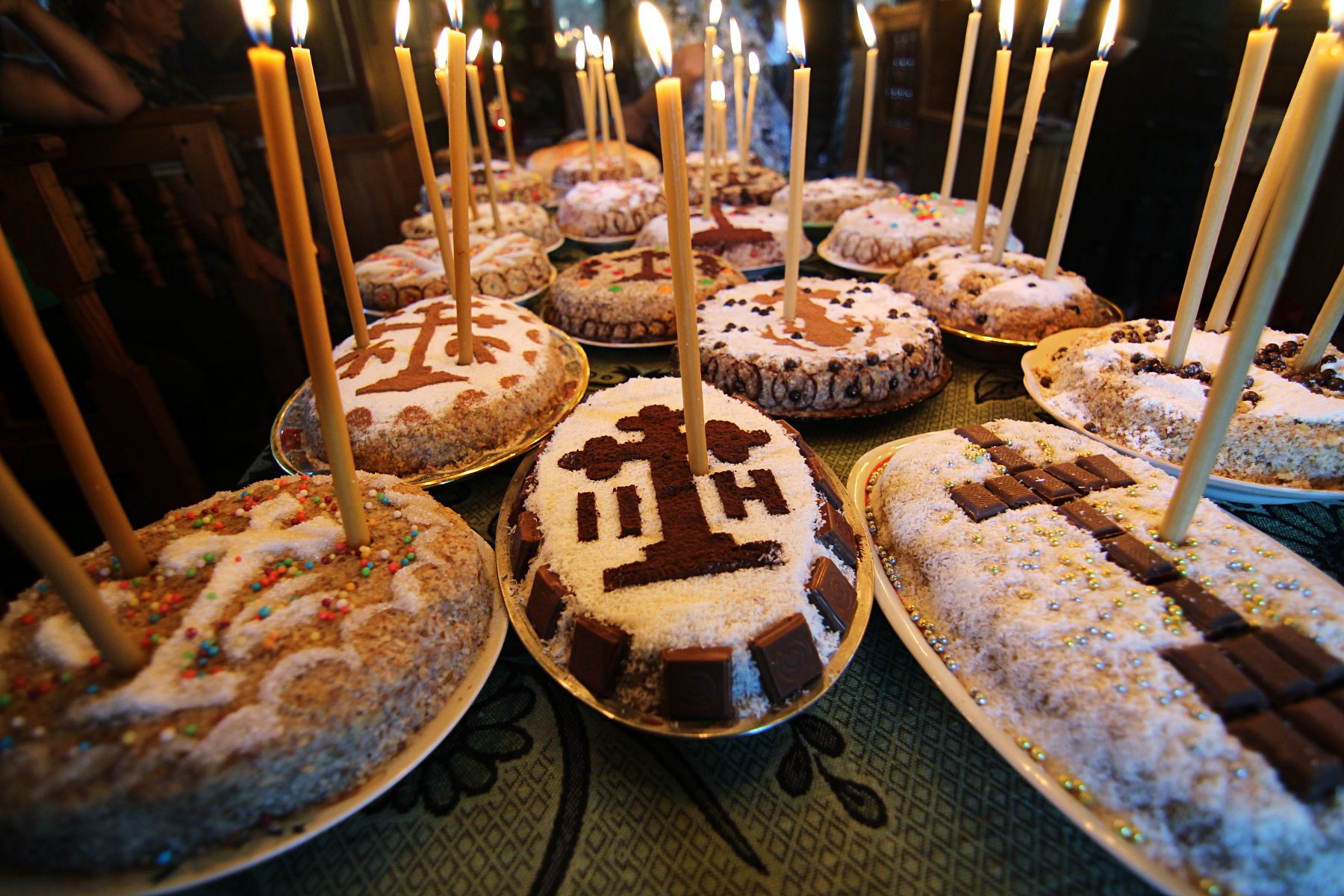
Colivă in der Kirche

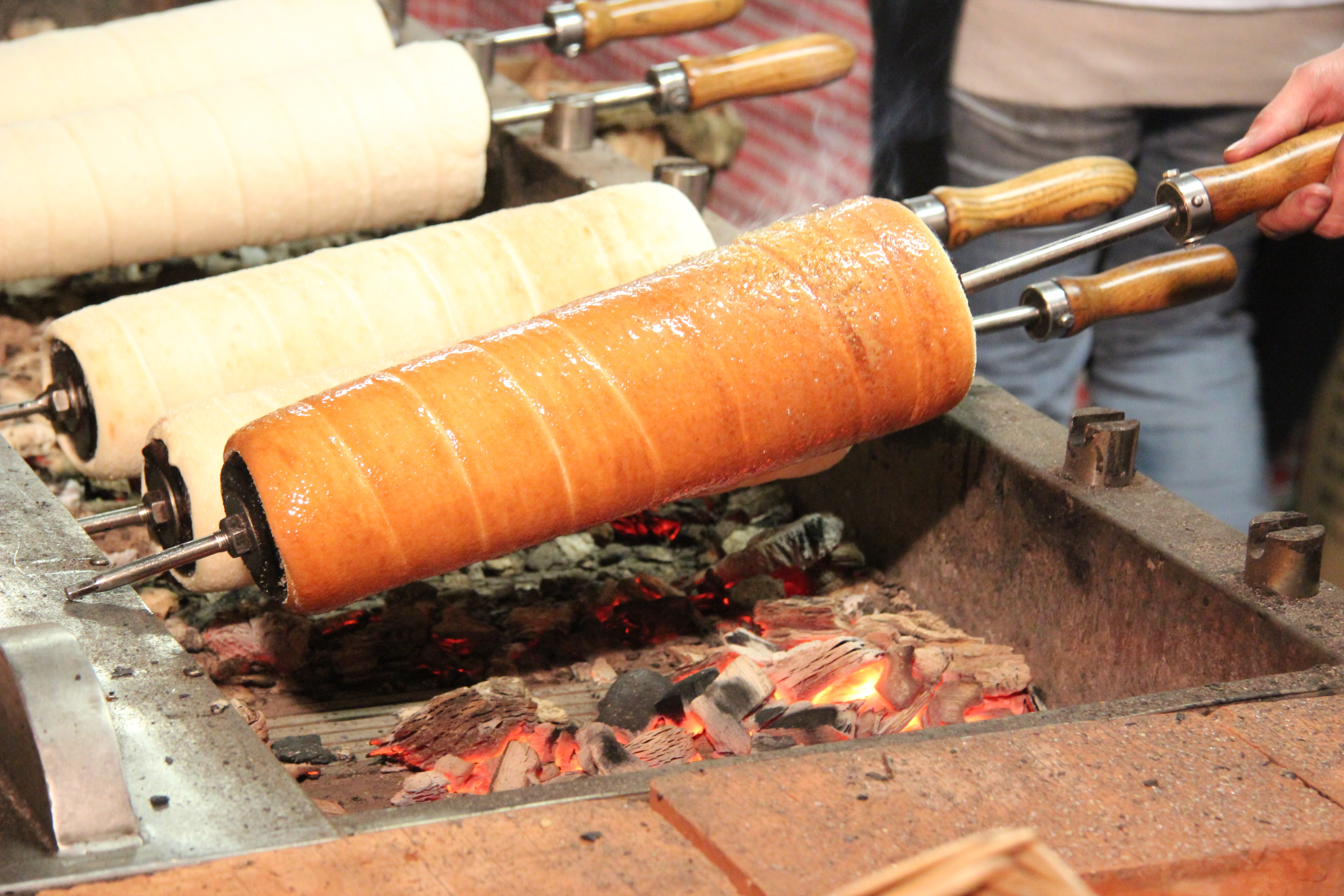
Baumstriezel am Grill

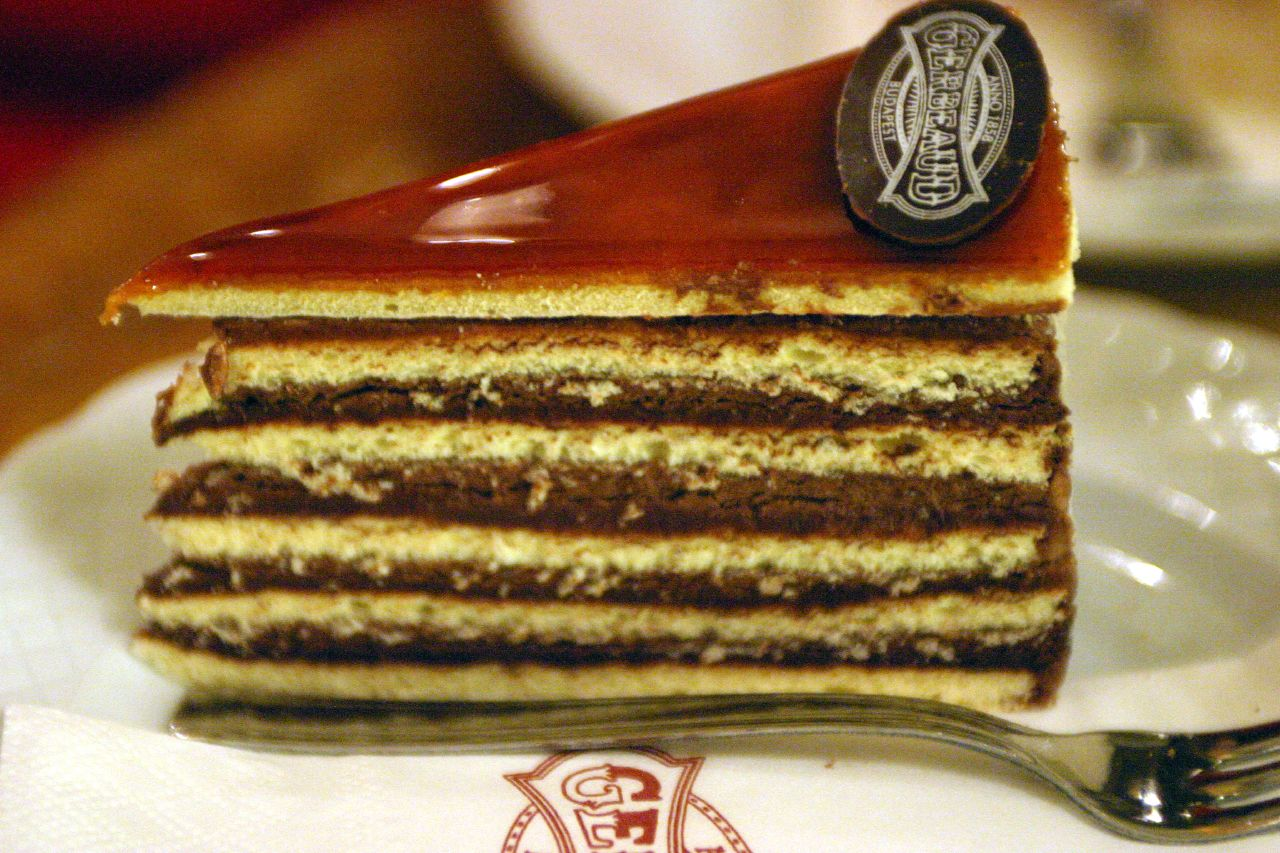
Ein Stück Dobostorte

Durch die Ess- und Zubereitungsgewohnheiten der in Siebenbürgen lebenden Rumänen, Magyaren (auch Szekler) und Rumäniendeutschen – mehrheitlich Siebenbürger Sachsen –, wird die regionale Küche geprägt. Da die rumänische, die ungarische und der Einfluss der österreichischen Küche doch recht unterschiedlich sind, gibt es keine einheitliche Siebenbürgische Küche. Doch ist eine eindeutige Zuordnung der Speisegewohnheiten nach Volksgruppen ein alltagsferner Schematismus. Eine wesentliche Rolle für die heutigen Speisegewohnheiten der Bevölkerung dürfte der Zugang zu Einkaufsmöglichkeiten spielen, wodurch sich die Küche der Stadt- und der Landbevölkerung gegebenenfalls stark unterscheidet.
- Bei der rumänischen Bevölkerung wird meistens zu einer Vorspeise wie zum Beispiel die salată de boeuf, ein Țuică (Schnaps, gewöhnlich aus Pflaumen gebrannt), der als „Appetitanreger“ wirken soll, serviert. Außer der Geflügelsuppe säuert man gewöhnlich alle Suppen, die ciorbe, leicht mit Essig oder Borș – einem aus Weizenkleie, Roggen und Zuckerrüben gegorener Saft. Nennenswert sind die ciorbă de perișoare (Gemüsesuppe mit Fleischbällchen), die ciorbă de burtă (Kuttelsuppe), die ciorbă țărănească (Bauernsuppe). Zu den Hauptgerichten wie gebratenem Schweine-, Rind- oder Lammfleisch werden meistens mămăligă (Maisbrei) oder eventuell Bratkartoffeln, zusätzlich auch meistens Weißbrot (der so genannte Wecken) serviert. Die mămăligă selbst wird mit unterschiedlichen Milchprodukten, vor allem dem burduf angeboten. Gegrillt werden die mititei (auch kurz mici genannt), Hackfleischröllchen ähnlich der Ćevapčići. Da in Siebenbürgen im Vergleich zur westlichen Küche fettreicher gegessen wird, wird gerne luftgetrockneter oder geräucherter Speck mit Brot und Zwiebeln gegessen. Auch beim Braten von Fleisch oder Gemüse in der Pfanne wird das Bratgut meistens in Schweineschmalz und nicht in Öl gebraten.[1] Eine weit verbreitete Verwendung findet Knoblauch in der rumänischen Küche. Unter den Brotaufstrichen sind nennenswert die Zacuscă, die salată de vinete (ein Auberginen-Aufstrich). An Feiertagen kommt der Cozonac auf den Tisch. Und die colivă wird von der orthodoxen Bevölkerung zu unterschiedlich religiösen Anlässen verspeist. Zu Ostern gibt es üblicherweise Lammfleisch (von Lämmern zwischen 10 und 14 kg) sowie den drob de miel, zu Weihnachten sind sarmale (Krautwickel) üblich.
- Aus der ungarischen Küche stammen in der siebenbürgischen Küche beeinflusst das weit verbreitete Gulasch in all seinen Varianten sowie die gefüllten Paprika. Von den Süßwaren sind zu erwähnen die Dobostorte, der Lángos, die Grammelpogatscherl und der Palatschinken. Der Baumstriezel stammt vermutlich aus dem ungarisch geprägten Szeklerland, wird traditionell aber auch von den Siebenbürger Sachsen verspeist.
- Durch die hier in der Region lebenden Rumäniendeutschen haben sich auch  Einflüsse der österreichischen Küche stark verbreitet. So finden sich Nudelsuppe, Grießknödelsuppe, Gemüsesuppe, Weinsteinkraut, Linseneintopf und Kartoffelsuppe. Letztere wird oft mit Mehlschwitze und Estragon zubereitet. Außer dem luftgetrockneten oder geräucherten Schweinespeck, der früher in den Specktürmen der Kirchen- oder Bauernburgen gelagert wurde, wird Bratwurst (mit Knoblauch) oder Kochwurst gegessen. Griebenschmalz mit gebratenen Grammeln wird als Brotaufstrich verwendet. Das in Holzbacköfen gebackene Kartoffelbrot wird von den Rumäniendeutschen Hausbrot genannt. Zu den Süßwaren gehören Striezel, Hanklich (in unterschiedlichen Varianten), Cremeschnitte sowie zahlreiche Sorten an feinen Backwaren, deren Rezepte die rumäniendeutsche Bevölkerung aus deutschen Kochbüchern entnahm.

In Folge des jahrhundertelangen Neben- und Miteinanders der siebenbürgischen Bevölkerungsgruppen sowie der im Alltag verfügbaren Ressourcen haben sich auch die Essgewohnheiten zum größten Teil vermischt. Wegen der Konfessionsunterschiede, die Rumänen sind traditionell orthodox, die Magyaren meist katholisch oder reformiert, die Rumäniendeutschen evangelisch – haben sich die Essgewohnheiten zu kirchlichen Anlässen und Festtagen aber im Gegenzug nur gering vermischt. Zum Beispiel wird nur von den Rumänen die colivă, dafür aber kein Baumstriezel zubereitet. Bei den Rumäniendeutschen sind Hanklich und Baumstriezel das Gebäck, welches bei Familienfesten nicht fehlen darf.